# Ivanda, Timiș
Ivanda (înainte de 1924: Iovănești; în germană Iwanda, în maghiară Ivánd, în sârbă Иванда, cu alfabetul latin: Ivanda) este un sat în comuna Giulvăz din județul Timiș, Banat, România. În trecut s-a mai numit și Iovănești. Aici se găsesc izvoare cu ape minerale sulfate, clorurate, sodice, magneziene, termale, valorificate local. Biserica ortodoxă din Ivanda datează din 1851.
Ivanda este situată în partea centrală a Banatului, la nord - vest de orașul Deta. Coordonatele sale geografice sunt 20.943889° longitudine estică și 45.563056° latitudine nordică.
Ivanda a fost atestată documentar din anul 1332. În localitate funcționează o școală generală cu clasele I-IV, o grădiniță cu program normal și un cămin cultural.

## Legături externe

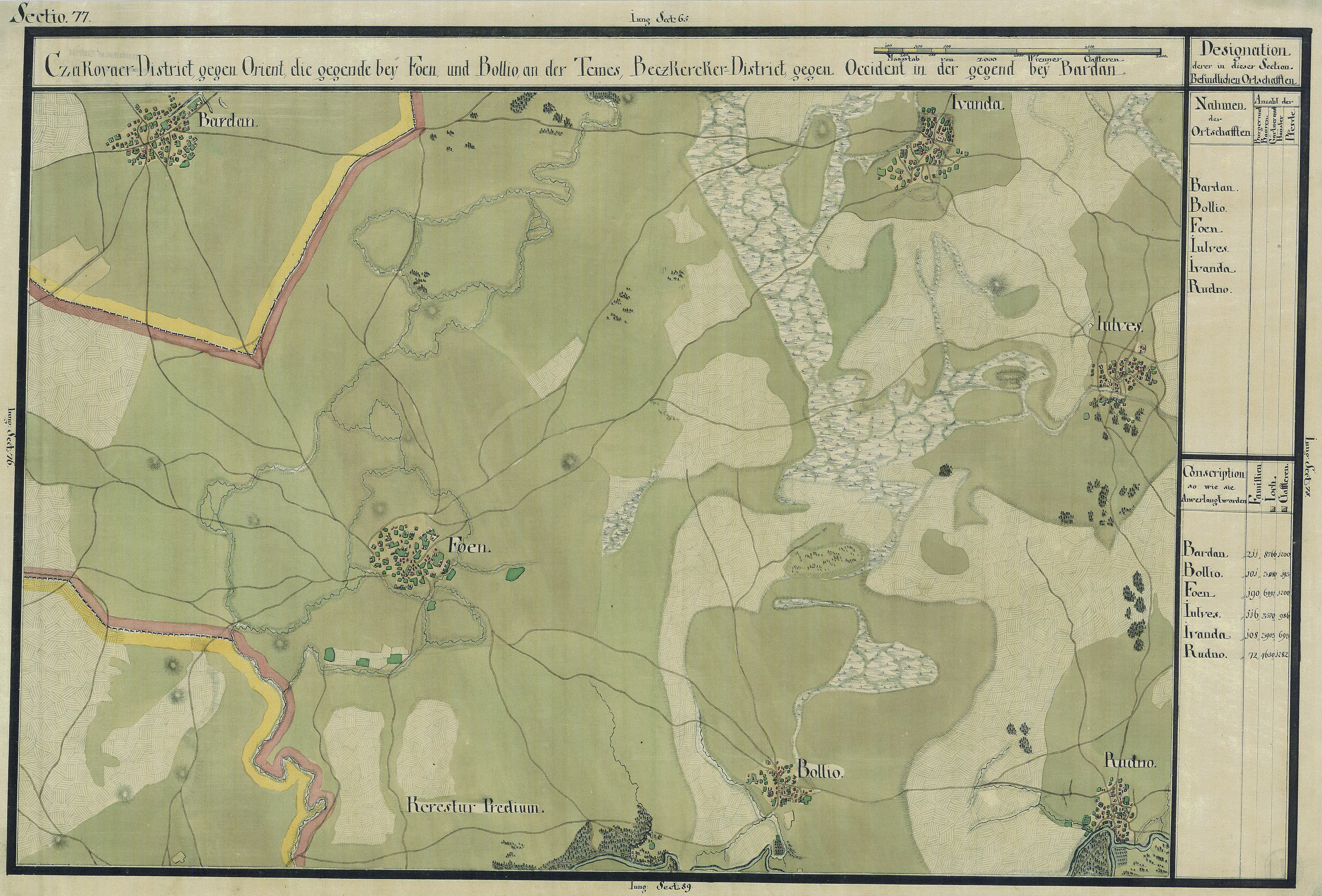
Ivanda în Harta Iosefină a Banatului, 1769-72